# Viola ganeschinii
Viola ganeschinii är en violväxtart som beskrevs av VI.V.Nikitin. Viola ganeschinii ingår i släktet violer, och familjen violväxter. Inga underarter finns listade i Catalogue of Life.